# Nelson Évora
Nelson Évora (ur. 20 kwietnia 1984 w Abidżanie na Wybrzeżu Kości Słoniowej) – portugalski lekkoatleta, specjalizujący się w trójskoku oraz skoku w dal, mistrz olimpijski w trójskoku z Pekinu, mistrz i wicemistrz świata.
Do 2002 reprezentował Republikę Zielonego Przylądka, jednak w tymże roku otrzymał portugalskie obywatelstwo i od tego czasu występuje w barwach Portugalii. Właściwie urodził się na Wybrzeżu Kości Słoniowej, skąd pochodzą jego rodzice, jednak w Portugalii mieszka od piątego roku życia. W Republice Zielonego Przylądka rekord w trójskoku (16,15 metrów), oraz w skoku w dal (7,57 metrów) ciągle należy do niego.
Na mistrzostwach świata juniorów w 2002 w Kingston zajął 6. miejsce w trójskoku, a w skoku w dal odpadł w eliminacjach. Został podwójnym mistrzem w skoku w dal i trójskoku na mistrzostwach Europy juniorów w 2003 w Tampere.
Na halowych mistrzostwach świata w 2004 w Budapeszcie odpadł w eliminacjach trójskoku. Podczas letnich igrzysk olimpijskich w 2004 w Atenach startował w trójskoku, jednak nie dostał się do finału. Zdobył brązowy medal w trójskoku na młodzieżowych mistrzostwach Europy w 2005 w Erfurcie. Podczas halowych mistrzostw świata w 2006 zajął szóste miejsce. Na mistrzostwach Europy w 2006 startował zarówno w skoku w dal (szóste miejsce) jak i trójskoku (czwarte miejsce). Podczas eliminacji do tych zawodów, ustanowił również rekord Portugalii w trójskoku - 17,23 m. Na halowych mistrzostwach Europy w 2007 osiągnął piąte miejsce w trójskoku, a  27 sierpnia 2007 na mistrzostwach świata w Osace zdobył złoty medal. Skoczył 17,74 metry, ustanawiając tym samym swój rekord życiowy, rekord Portugalii, który przetrwał do 6 maja 2018.
W 2008 roku w Walencji na halowych mistrzostwach świata wynikiem 17,27 m wywalczył brązowy medal. W tym samym roku na igrzyskach olimpijskich w Pekinie został zwycięzcą z wynikiem 17,67 m.
Z powodu kontuzji nie wystąpił podczas igrzysk olimpijskich w Londynie. W 2014 zajął 6. miejsce na mistrzostwach Europy w Zurychu. Złoty medalista halowych mistrzostw Starego Kontynentu w Pradze (2015). Na mistrzostwach świata w Pekinie zdobył brązowy medal. Czwarty zawodnik halowych mistrzostw świata z 2016. Tego samego roku startował na mistrzostwach Europy w Amsterdamie, lecz nieoczekiwanie odpadł w eliminacjach. W 2017 obronił tytuł halowego mistrza Europy z Pragi. W 2017 zdobył swój drugi brązowy medal mistrzostw świata.
Zwyciężył w mistrzostwach Europy w 2018 w Berlinie. Zdobył srebrny medal halowych mistrzostw Europy w 2019 w Glasgow.
Jest bahaitą.

## Wyniki
| Rok  | Zawody                                  | Miejsce        | Konkurencja | Wynik      | Pozycja |
| ---- | --------------------------------------- | -------------- | ----------- | ---------- | ------- |
| 2001 | Olimpijski festiwal młodzieży Europy    | Murcja         | Skok w dal  | 7,49       | złoto   |
| 2002 | Mistrzostwa świata juniorów             | Kingston       | Skok w dal  | Eliminacje | 18.     |
| 2002 | Mistrzostwa świata juniorów             | Kingston       | Trójskok    | 15,87      | 6.      |
| 2003 | Mistrzostwa Europy juniorów             | Tampere        | Skok w dal  | 7,83       | złoto   |
| 2003 | Mistrzostwa Europy juniorów             | Tampere        | Trójskok    | 16,43      | złoto   |
| 2004 | Halowe mistrzostwa świata               | Budapeszt      | Trójskok    | Eliminacje | 19.     |
| 2004 | Mistrzostwa ibero-amerykańskie          | Huelva         | Trójskok    | 15,56      | 7.      |
| 2004 | Igrzyska olimpijskie                    | Ateny          | Trójskok    | Eliminacje | 40.     |
| 2005 | Młodzieżowe mistrzostwa Europy          | Erfurt         | Trójskok    | 16,89      | brąz    |
| 2005 | Mistrzostwa świata                      | Helsinki       | Trójskok    | Eliminacje | 14.     |
| 2006 | Halowe mistrzostwa świata               | Moskwa         | Trójskok    | 17,14      | 6.      |
| 2006 | Puchar Europy (pierwsza liga, gr. B)    | Saloniki       | Skok w dal  | 8,05       | 1.      |
| 2006 | Puchar Europy (pierwsza liga, gr. B)    | Saloniki       | Trójskok    | 17,03      | 2.      |
| 2006 | Mistrzostwa Europy                      | Göteborg       | Skok w dal  | 7,91       | 6.      |
| 2006 | Mistrzostwa Europy                      | Göteborg       | Trójskok    | 17,07      | 4.      |
| 2006 | Igrzyska Luzofonii                      | Makau          | Trójskok    | 16,30      | złoto   |
| 2007 | Halowe mistrzostwa Europy               | Birmingham     | Trójskok    | 16,97      | 5.      |
| 2007 | Puchar Europy (pierwsza liga, gr. B)    | Mediolan       | Skok w dal  | 8,10       | 1.      |
| 2007 | Puchar Europy (pierwsza liga, gr. B)    | Mediolan       | Trójskok    | 17,35      | 1.      |
| 2007 | Mistrzostwa świata                      | Osaka          | Trójskok    | 17,74      | złoto   |
| 2007 | Światowy Finał IAAF                     | Stuttgart      | Trójskok    | 17,30      | brąz    |
| 2008 | Halowe mistrzostwa świata               | Walencja       | Trójskok    | 17,27      | brąz    |
| 2008 | Puchar Europy (pierwsza liga, gr. A)    | Leiria         | Skok w dal  | 7,88       | 1.      |
| 2008 | Puchar Europy (pierwsza liga, gr. A)    | Leiria         | Trójskok    | 16,91      | 1.      |
| 2008 | Igrzyska olimpijskie                    | Pekin          | Trójskok    | 17,67      | złoto   |
| 2008 | Światowy Finał IAAF                     | Stuttgart      | Trójskok    | 17,24      | złoto   |
| 2009 | Superliga drużynowych mistrzostw Europy | Leiria         | Skok w dal  | 7,94       | 2.      |
| 2009 | Superliga drużynowych mistrzostw Europy | Leiria         | Trójskok    | 17,59      | 1.      |
| 2009 | Uniwersjada                             | Belgrad        | Trójskok    | 17,22      | złoto   |
| 2009 | Igrzyska Luzofonii                      | Lizbona        | Trójskok    | 17,15      | złoto   |
| 2009 | Mistrzostwa świata                      | Berlin         | Trójskok    | 17,55      | srebro  |
| 2011 | Superliga drużynowych mistrzostw Europy | Sztokholm      | Trójskok    | 16,33      | 6.      |
| 2011 | Uniwersjada                             | Shenzhen       | Trójskok    | 17,31      | złoto   |
| 2011 | Mistrzostwa świata                      | Daegu          | Trójskok    | 17,35      | 5.      |
| 2013 | I liga drużynowych mistrzostw Europy    | Dublin         | Trójskok    | 15,95      | 4.      |
| 2014 | I liga drużynowych mistrzostw Europy    | Tallinn        | Trójskok    | 16,07      | 4.      |
| 2014 | Mistrzostwa Europy                      | Zurych         | Trójskok    | 16,78      | 6.      |
| 2015 | Halowe mistrzostwa Europy               | Praga          | Trójskok    | 17,21      | złoto   |
| 2015 | I liga drużynowych mistrzostw Europy    | Heraklion      | Trójskok    | 16,34      | 1.      |
| 2015 | Mistrzostwa świata                      | Pekin          | Trójskok    | 17,52      | brąz    |
| 2016 | Halowe mistrzostwa świata               | Portland       | Trójskok    | 16,89      | 4.      |
| 2016 | Mistrzostwa Europy                      | Amsterdam      | Trójskok    | Eliminacje | 17.     |
| 2016 | Igrzyska olimpijskie                    | Rio de Janeiro | Trójskok    | 17,03      | 7.      |
| 2017 | Halowe mistrzostwa Europy               | Belgrad        | Trójskok    | 17,20      | złoto   |
| 2017 | Mistrzostwa świata                      | Londyn         | Trójskok    | 17,19      | brąz    |
| 2018 | Halowe mistrzostwa świata               | Birmingham     | Trójskok    | 17,40      | brąz    |
| 2018 | Mistrzostwa Europy                      | Berlin         | Trójskok    | 17,10      | złoto   |
| 2018 | Puchar interkontynentalny               | Ostrawa        | Trójskok    | 16,58      | 4.      |
| 2019 | Halowe mistrzostwa Europy               | Glasgow        | Trójskok    | 17,11      | srebro  |
| 2019 | Mistrzostwa świata                      | Doha           | Trójskok    | 16,80      | 15.     |

## Rekordy życiowe
Stadion
| Konkurencja | Data                           | Miejsce      | Odległość      | Wiatr             |
| ----------- | ------------------------------ | ------------ | -------------- | ----------------- |
| Skok w dal  | 23 czerwca 2007                | Mediolan     | 8,10 m         | -0,9 m/s          |
| Trójskok    | 18 sierpnia 2009 26 lipca 2009 | Osaka Seixal | 17,74 m 17,82w | +1,4 m/s +2,5 m/s |

Hala
| Konkurencja | Data           | Miejsce    | Odległość |
| ----------- | -------------- | ---------- | --------- |
| Skok w dal  | 11 lutego 2006 | Espinho    | 8,08 m    |
| Trójskok    | 3 marca 2018   | Birmingham | 17,40 m   |